# The Healer
The Healer è un album realizzato dal cantante e chitarrista blues John Lee Hooker con la collaborazioni di numerosi altri musicisti pubblicato nel 1989.
Il singolo The Healer arriva in nona posizione nei Paesi Bassi ed I'm in the Mood riceve il Grammy Award for Best Traditional Blues Performance 1990.

## Tracce
1. The healer – 5:36 (John Lee Hooker, Carlos Santana & TheSantana Band)
2. I'm in the mood  –  4:30 (John Lee Hooker, Bonnie Raitt)
3. Baby Lee – 3:43 (John Lee Hooker, Robert Cray)
4. Cuttin out – 4:35 (John Lee Hooker, Canned Heat)
5. Think twice before you go – 2:58  (John Lee Hooker, Los Lobos)
6. Sally Mae - 3:15  (John Lee Hooker, George Thorogood)
7. That's alright – 4:23 (John Lee Hooker, Charlie Musselwhite)
8. Rockin chair – 4:09 (John Lee Hooker)
9. My dream – 4:02 (John Lee Hooker)
10. No substitute – 4:07  (John Lee Hooker)

## Registrazione e Formazione
Tutte le registrazioni sono state eseguite presso Russian Hill Recording Studios, San Francisco, California, tranne dove indicato diversamente.
The Healer
Registrazione The Plant, Sansalito, California
- John Lee Hooker – Voce
- Carlos Santana - Chitarra
- Chepito Areas - Timbali
- Armando Speranza - Congas
- Ndugu Chancler - Percussioni
- Chester Thompson – Tastiere e sintetizzatore

I'm in the mood
- John Lee Hooker – Chitarra e voce
- Bonnie Raitt - Chitarra e voce
- Roy Rogers – Chitarra
- Scott Matthews - Percussioni

Baby Lee
- John Lee Hooker – Chitarra e voce
- Robert Cray- Chitarra
- Richard Cousins - basso
- Scott Matthews - Percussioni

Cuttin out
- John Lee Hooker – Chitarra
- Henry Vestine- Chitarra
- Larry Taylor - basso
- Fito de la parra – Percussioni
- Charlie Musselwhite - Armonica
- Roy Rogers – Chitarra

Think twice before you go
Registrazione Leon Heywood Studios, Los Angeles, California
- John Lee Hooker – Chitarra e voce
- Cesar Sosa – Chitarra
- David Hildago – Chitarra e Fisarmonica
- Louie Perez – Percussioni
- Conrad Lozano – Basso
- Steve Berlin – Sassofono

Sally Mae
- John Lee Hooker – Chitarra e voce
- George Thorogood - Chitarra

That's allright
- John Lee Hooker – Chitarra e voce
- Charlie Musselwhite - Armonica
- Roy Rogers – Chitarra
- Steve Ehrmann - Basso
- Scott Matthews - Percussioni

Rockin' chair
- John Lee Hooker – Chitarra e voce

My dream
- John Lee Hooker – Chitarra
- Fito de la parra – Percussioni
- Larry Taylor - basso

No substitute
- John Lee Hooker – Chitarra e voce